# El Sombrero (Guárico)
El Sombrero es una localidad venezolana, capital del municipio Julián Mellado, estado Guárico. Se encuentra a orillas del río Guárico. Es reconocida como una encrucijada entre los Llanos, los valles de Aragua, el Oriente y el Occidente del país. Su principal actividad económica es agropecuaria, teniendo cría de ganado vacuno y porcino y siembras de maíz, cebolla, sorgo, melón, patilla, repollo. Asimismo, en esta localidad se encuentra la Estación Terrena de El Sombrero, centro de control satelital.

## Historia

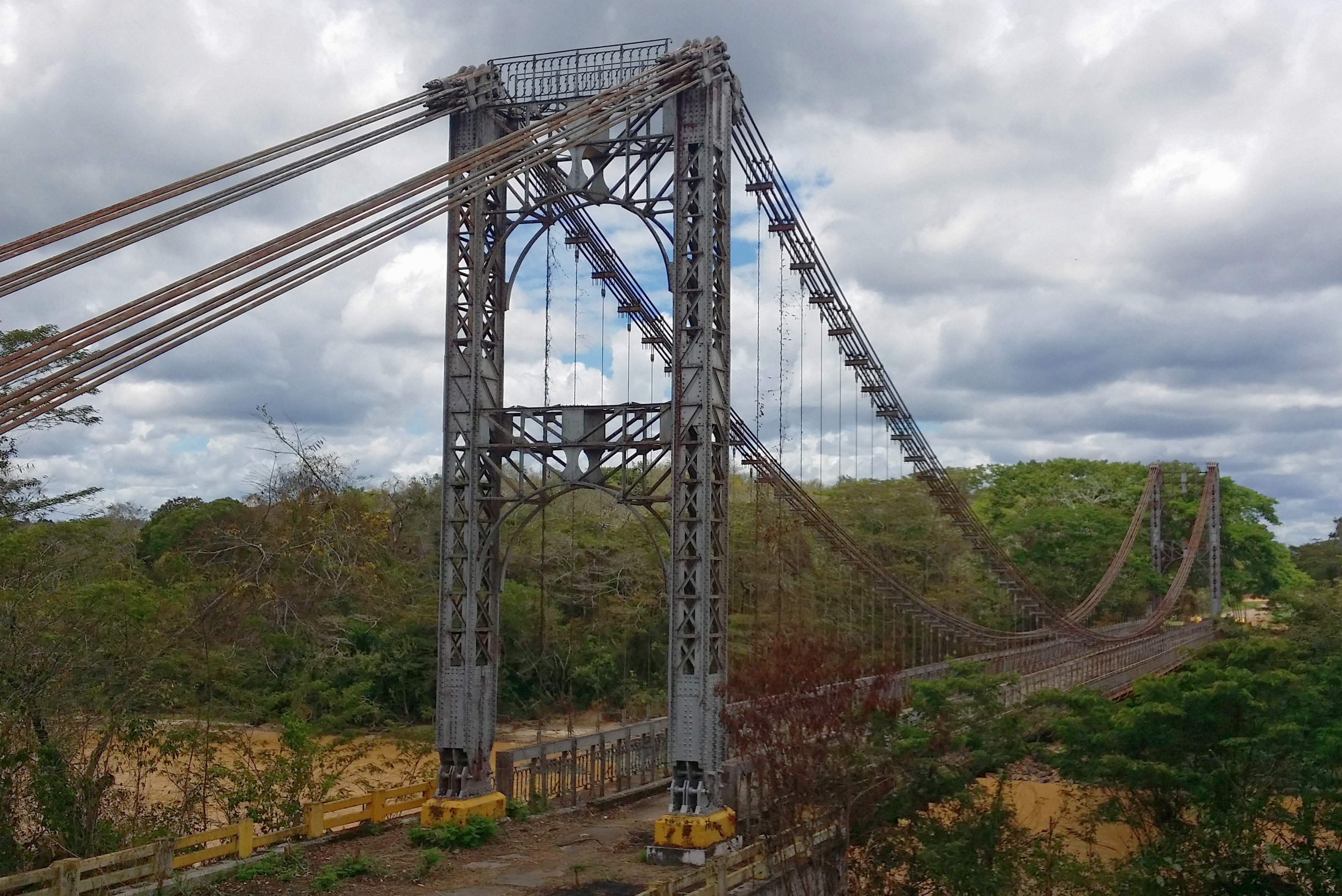
Puente original de El Sombrero que se encontraba sobre el río Guárico, ahora sobre el río Cuyuní

El Sombrero fue fundado en 1720 con el nombre de Inmaculada Concepción de Nuestra Señora de El Sombrero.
De acuerdo con la tradición, a principios del siglo XVIII José Miguel Reina descubrió en una quebrada de la zona una imagen de una virgen a la cual más tarde se le conocería como Virgen del Arroyo y luego como Virgen de la Concepción. Esta imagen sería colocada en una capilla y el poblado crecería alrededor de esta.
En 1757 El Sombrero se erigió como parroquia, siendo el primer párroco el presbítero Jaime Francisco Galindo. En 1769 fue elevada a tenientazgo.
Durante el proceso independentista venezolano, el 16 de febrero de 1818 El Sombrero fue escenario de la batalla del Samán, específicamente en el paso El Samán de dicha localidad. En esta batalla Simón Bolívar derrota a las tropas lideradas por Pablo Morillo. En ella participaron, entre otros, José Antonio Páez, Francisco de Paula Santander y José Ignacio Pulido.
Desde esta población, el 3 de julio de 1849 se alzaron los insurrectos de Páez contra el Gobierno de José Tadeo Monagas. En este enfrentamiento los vecinos de El Sombrero lograron organizar una fuerza de 200 hombres a caballo para defender sus propiedades.
Desde el 3 de agosto de 1900 hasta 1904 fue capital provisional de Guárico.
Hacia los años 1930, durante el gobierno de Juan Vicente Gómez, se construyeron un acueducto, una planta eléctrica y un puente colgante. Este último se mantuvo sobre el río Guárico hasta que durante la primera presidencia de Rafael Caldera fue reinstalado sobre el río Cuyuní. Existe un puente similar sobre el río Torbes conocido como puente Libertador, fabricado por la misma empresa.

## Cultura

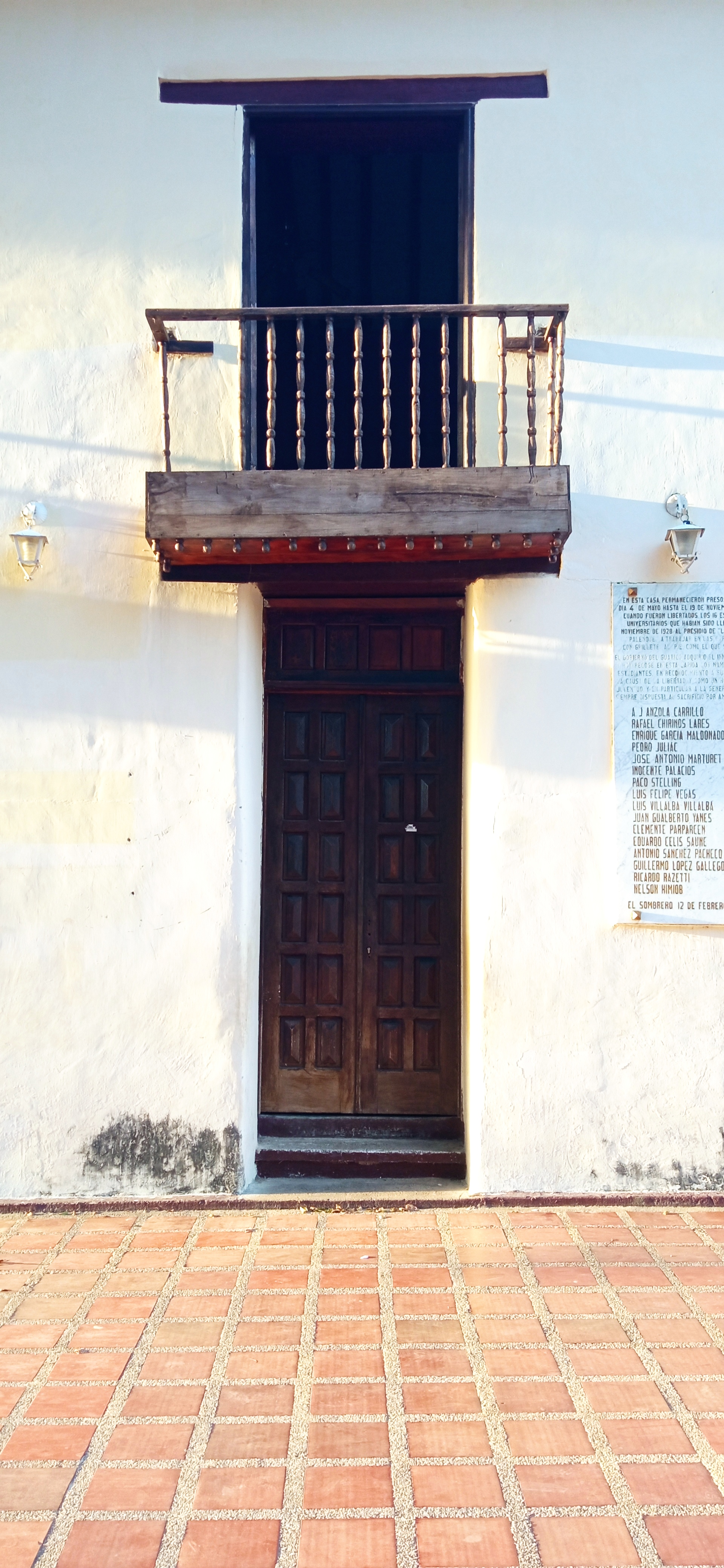
Entrada de la Casa de la Cultura Napoleón Baltodano

La localidad cuenta con la Casa de la Cultura Napoleón Baltodano, con una edificación de estilo colonial que cuenta con colección de obras de arte. Asimismo, en la fachada externa del edificio se evidencia un grillete y una placa que conmemora la privación de libertad que sufrieron algunos estudiantes de la generación del 28 dentro dichas instalaciones durante la dictadura de Juan Vicente Gómez.
De igual manera, El Sombrero cuenta con la Biblioteca Pública Ricardo Montilla, fundada el 27 de marzo de 1985 bajo la promoción de Manuel Aquino, entonces cronista de la localidad y director de la Casa de la Cultura Napoleón Baltodano, la cual se construyó sobre un antiguo cementerio. Dentro de la misma se encuentran los restos del comandante Passoni y del teniente Girardot, quienes fallecieron en la batalla de El Samán.

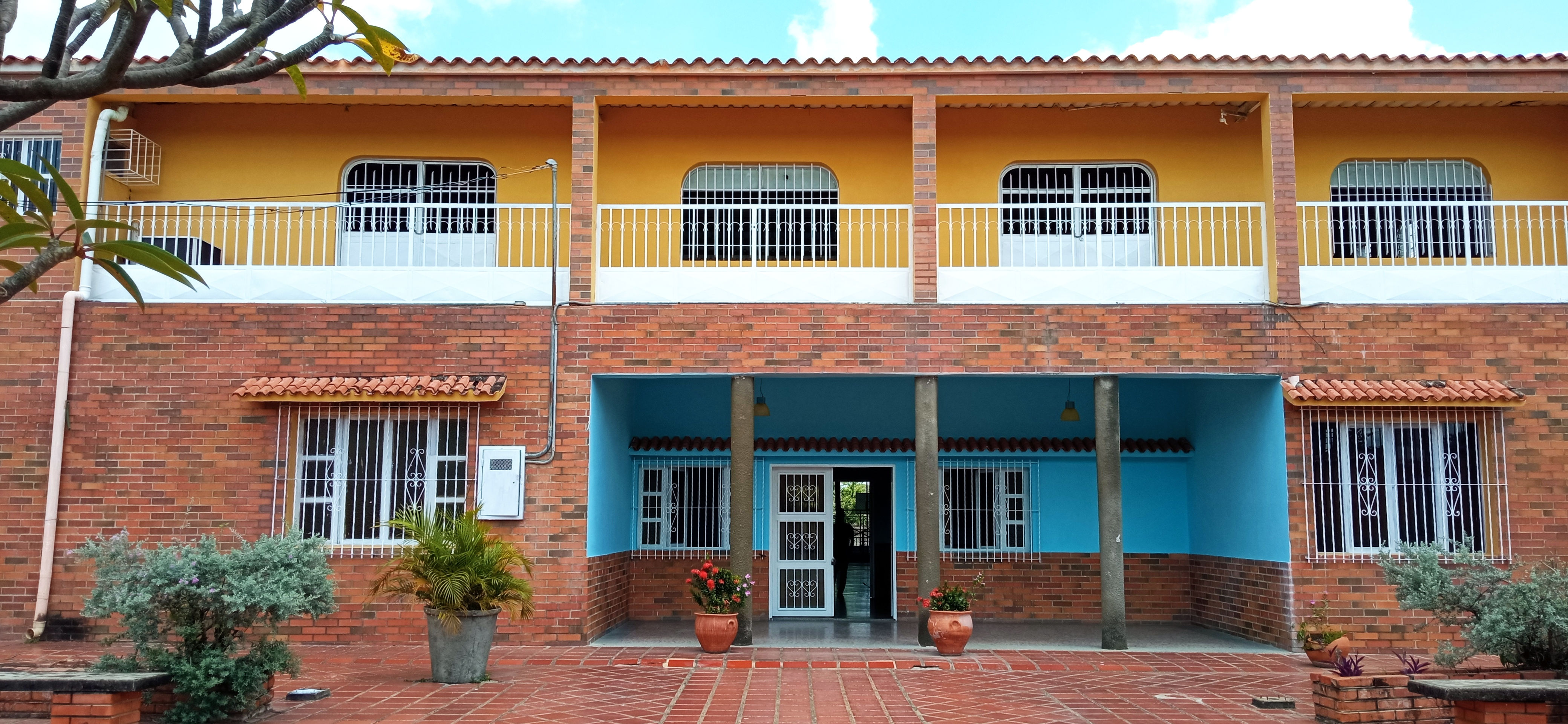
Centro Hispano de El Sombrero

Asimismo, en esta localidad se encuentran la Escuela de Artes y Oficios Teotiste Arocha de Gallegos y el Centro Taller Dr. José Cecilio Montilla, instituciones públicas donde se brindan cursos de distinta índole a la población local. De igual manera, El Sombrero cuenta con el Centro Hispano, club donde la comunidad realiza actividades sociales, culturales, deportivas, académicas, entre otras.
Por otro lado, en El Sombrero se practica el coleo de toros, actividad típica de la región llanera.

### Festividades
Entre las festividades características de esta población se encuentra la celebración del Día de Santa Teresita del Niño Jesús cada 3 de octubre. La comunidad creyente construyó una capilla localizada en la plaza La Meseta. Dentro de esta capilla se halla una imagen de ella donada por el párroco Dino Campana.
Asimismo, tras una peste que hubo en el municipio que afectó con la muerte de casi todo el ganado de ese entonces, los ganaderos pidieron ayuda a la Virgen del Carmen, por lo que en muestra de agradecimiento cada mes de julio se celebran fiestas patronales en honor a ella.

## Población
De acuerdo con el censo de 2011, El Sombrero tenía una población total de 25 883 habitantes: 13 183 hombres y 12 700 mujeres.

## Educación

### Universitaria
- Universidad Nacional Experimental Rómulo Gallegos (UNERG).[10]

### Secundaria
- Unidad Educativa Nacional Alberto Isaac Padra.[2]

### Primaria
- Unidad Educativa Nacional «Julián Mellado»
- Escuela Campo Alegre
- Unidad Educativa Bolivariana «Simón Bolívar»

En la localidad se encuentra una institución educativa semi-privada, subvencionada por AVEC, la cual lleva por nombre Colegio Arquidiocesano «Nuestra Señora del Carmen», en donde imparten, además de las materias necesarias para el pensum de Bachiller en Ciencias, el conocimiento acerca del cristianismo católico.

## Salud
El Sombrero tiene como principal centro sanitario el Hospital Francisco Antonio Rísquez.

## Personas destacadas
- Julián Mellado, prócer de la Independencia venezolana[11]
- Agustín Pío Varguilla, artista plástico[12]
- Ricardo Montilla, periodista y político[13]